# Frederick Oakes Sylvester
Pour les articles homonymes, voir Sylvester.
Frederick Oakes Sylvester, né le 8 octobre 1869 à Brockton dans l'état du Massachusetts et décédé le 2 mars 1915 à Saint-Louis dans l'état du Missouri aux États-Unis, est un peintre impressionniste américain, connu pour ces peintures de paysage des abords du fleuve Mississippi et la rivière Missouri et ces représentations des villes de Saint-Louis et d'Elsah dans l'état de l'Illinois.

## Biographie
Frederick Oakes Sylvester naît à Brockton dans l'état du Massachusetts en 1869. Il est le fils de Frederick Sylvester, un quincaillier, et de Mary Louise Sylvester, qui décède deux semaines après sa naissance. Après des études à Fall River, il décide de devenir peintre. Durant l'été 1887, il visite les états du Massachusetts et du Connecticut ou il réalise des croquis. En 1888, il s'inscrit à la Massachusetts Normal Art School. En 1891, il travaille comme professeur au sein de l'université Tulane à La Nouvelle-Orléans et épouse Florence I. Gerry, une institutrice de Fall River.
Le couple s'installe à Saint-Louis dans l'état du Missouri en 1892. Il est le directeur artistique de la Central High School (en) ou il a notamment pour élève la jeune peintre Helen R. Rathbun (en). Le soir, il donne des cours à la Young Men's Christian Association. En 1899, il devient membre de la Society of Western Artists (en). En 1902, il travaille au sein de l'école privé The Principia. En 1904, il reçoit une médaille de bronze lors de l'exposition universelle de 1904 à Saint-Louis et une médaille d'argent lors de la Lewis and Clark Centennial Exposition à Portland dans l'Oregon l'année suivante. Durant cette période, il peint à de multiples reprises la ville de Saint-Louis et les abords du fleuve Mississippi et la rivière Missouri. Il illustre l'industrialisation progressive de la ville. Il peint également à de nombreuses reprises le pont Eads.
En 1905, il rencontre le photographe japonais Takuma Kajiwara (en) avec qui il devient ami. En 1906, il voyage en Europe, séjournant notamment en Italie ou il peint les paysages de la région de la Lombardie et de la Vénétie, et plus particulièrement la ville de Venise et le lac de Côme et ses alentours. A son retour à Saint-Louis, il axe son travail sur la ville fluviale d'Elsah, situé dans l'état voisin de l'Illinois ou il possède une résidence d'été depuis 1902. De 1909 à 1910, il est le président de la Saint-Louis Artists' Guild. En 1911, le musée d'Art de Saint-Louis organise une exposition de son œuvre, comprenant quatre-vingt trois toiles ayant pour thème la ville d'Elsah. Malade, il arrête d'enseigner en 1913.
Il décède prématurément à Saint-Louis en 1915.
Ces œuvres sont notamment visibles ou conservées au musée d'Art de Saint-Louis, au musée d'Art d'Indianapolis, au Laura Musser McColm Historic District (en) de Muscatine et à la State Historical Society of Missouri (en) et au Museum of Art and Archaeology (en) de Columbia.

## Œuvres

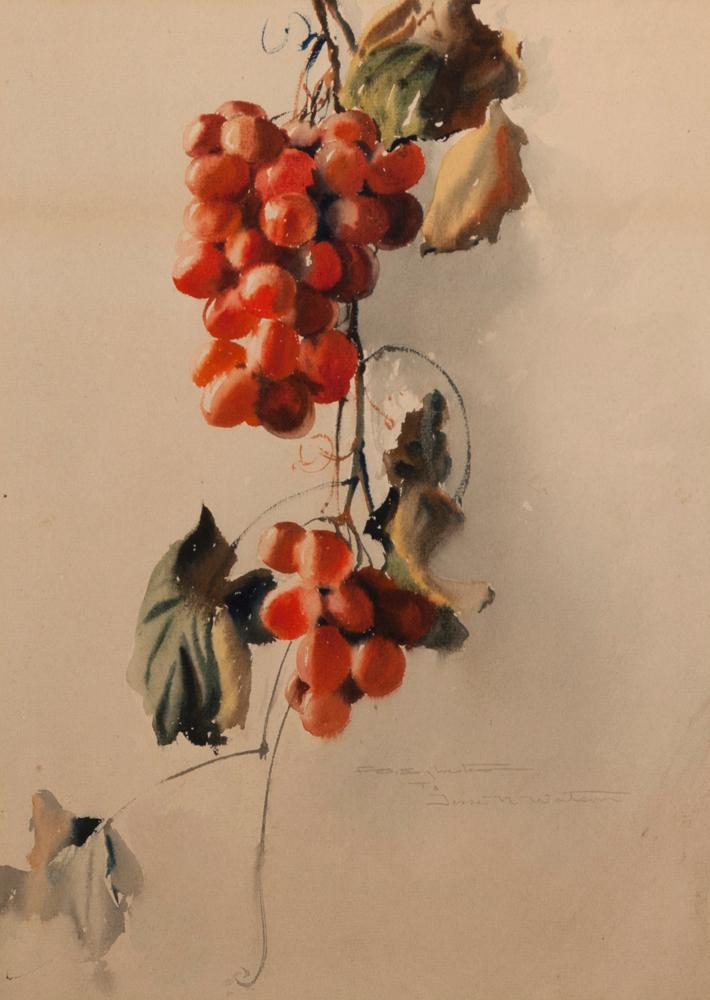
Grapes, sans date
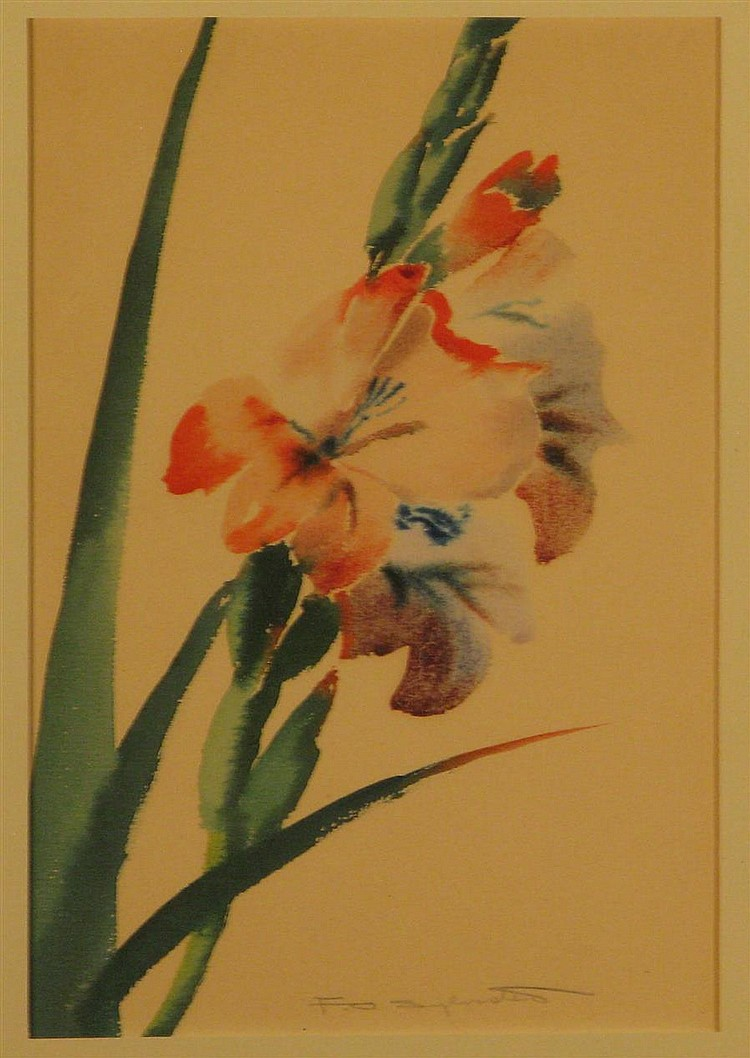
Gladiolas, sans date
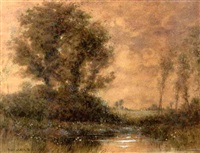
Landscape with Trees and Stream, 1885
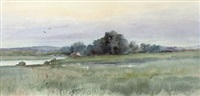
Landscape with Farm House, 1891
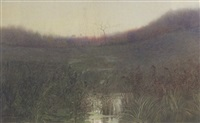
The Meadow Pool, 1893
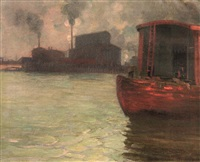
Mississippi Harbor Scene, 1897
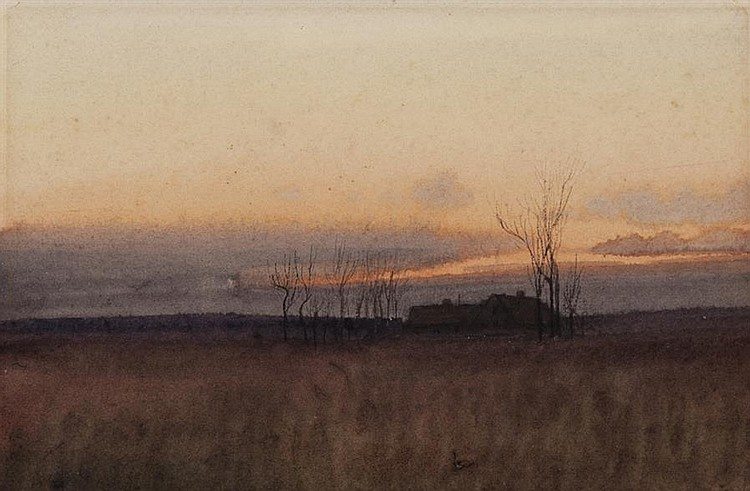
Sunset, March 15, 1900, 1900
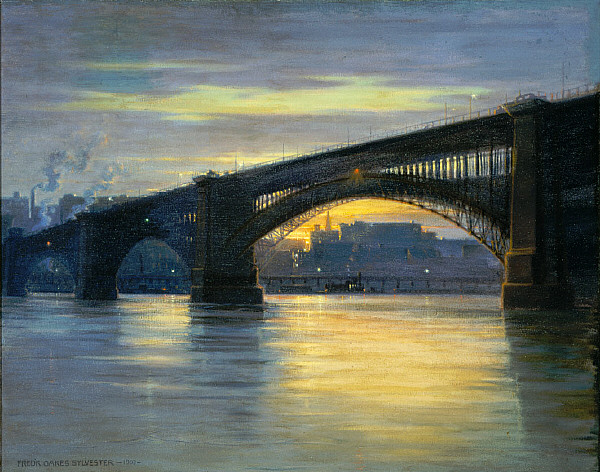
Eads Bridge, 1903, Musée d'Art de Saint-Louis
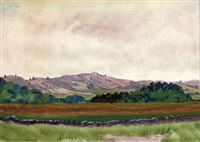
Landscape with rolling hills, 1902
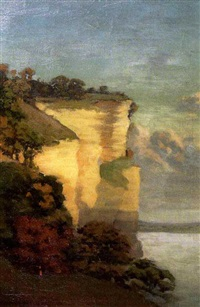
Bluffs Along the River, 1902
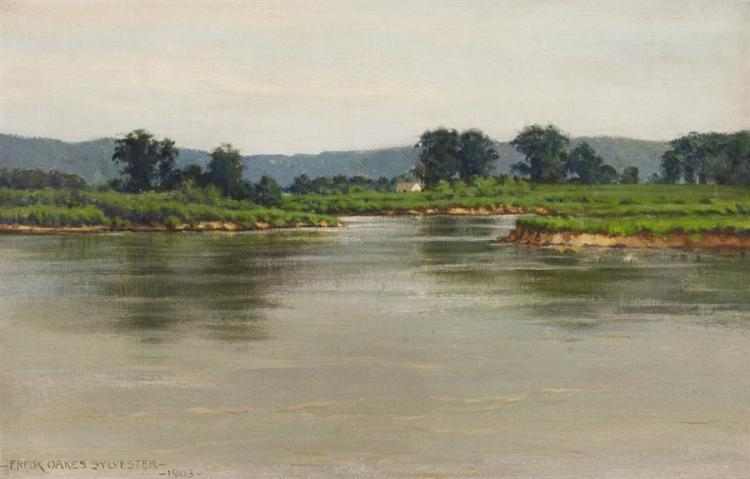
Missouri River Scene, 1903
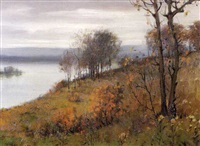
Along the Missouri river, 1904
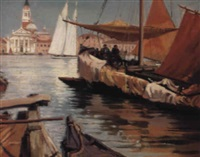
Venice, 1905
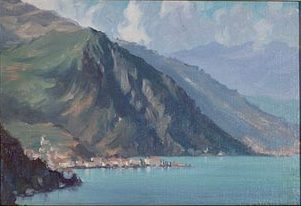
Menaggio, north from Cadenabbia, Italy, sans date
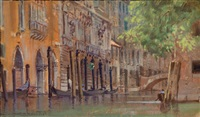
Venetian Canal Scene, sans date
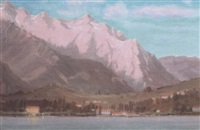
Lake Como, sans date
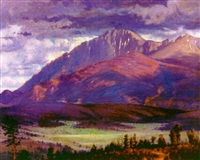
Bavarian landscape, 1906
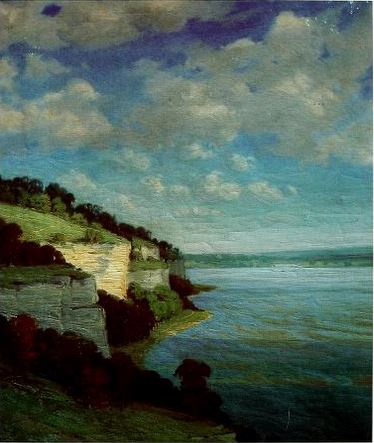
Elsah, sans date
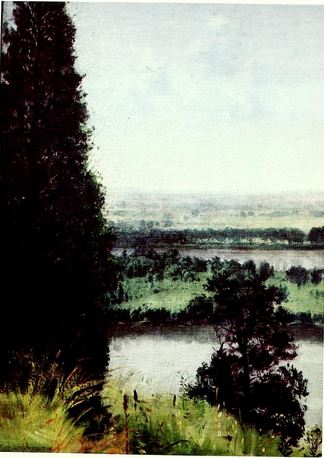
Elsah, sans date
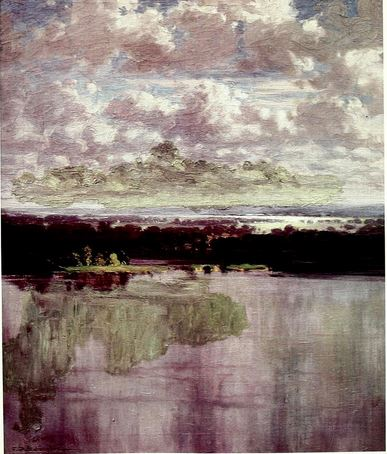
Elsah, sans date
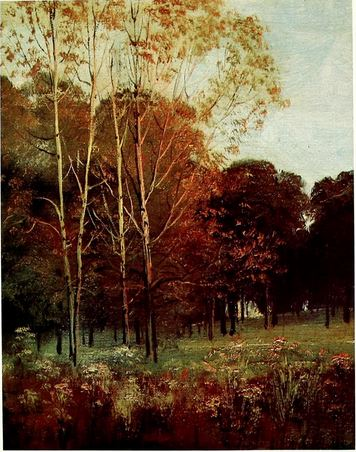
Elsah, sans date
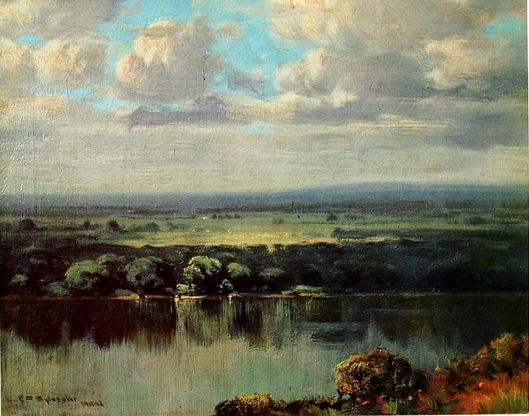
Elsah, sans date
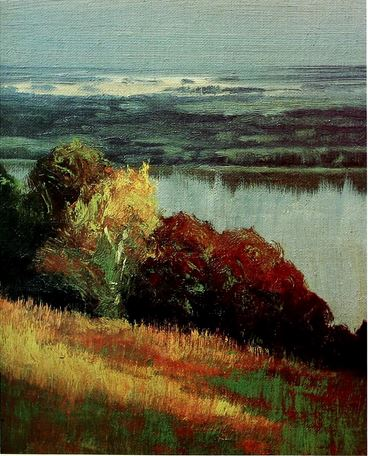
Elsah, sans date
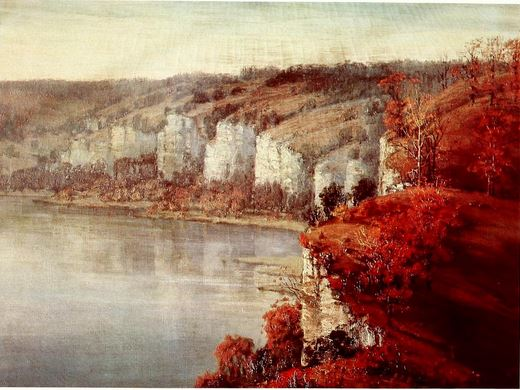
Elsah, sans date
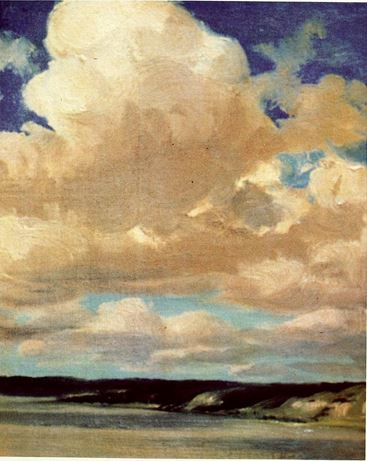
Elsah, sans date
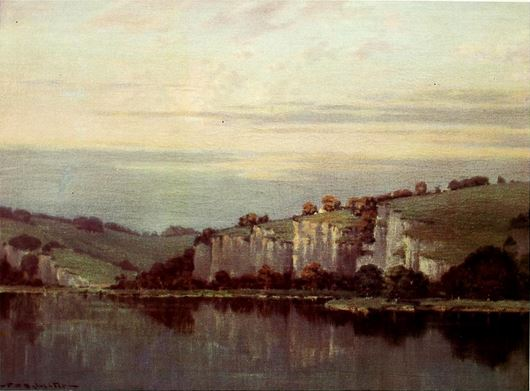
Soft Twilight Lingers, sans date
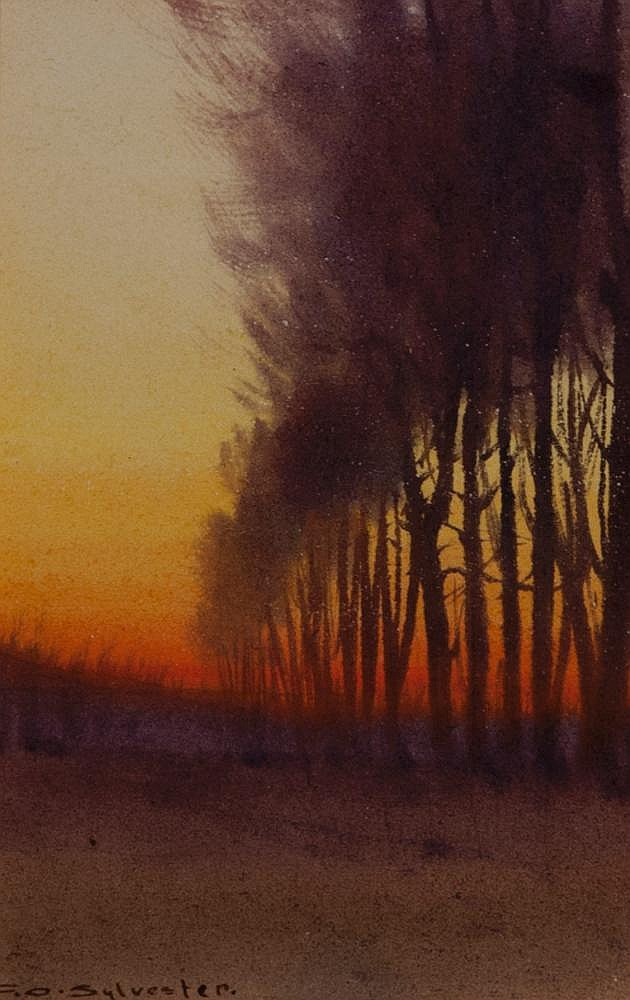
Sunrise through the Trees, sans date
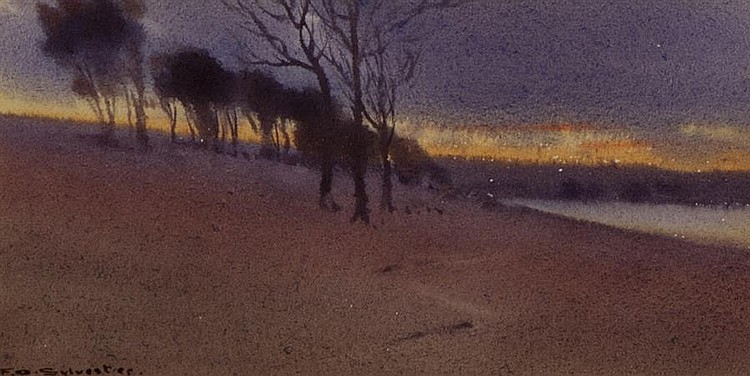
Cloudy Day, sans date
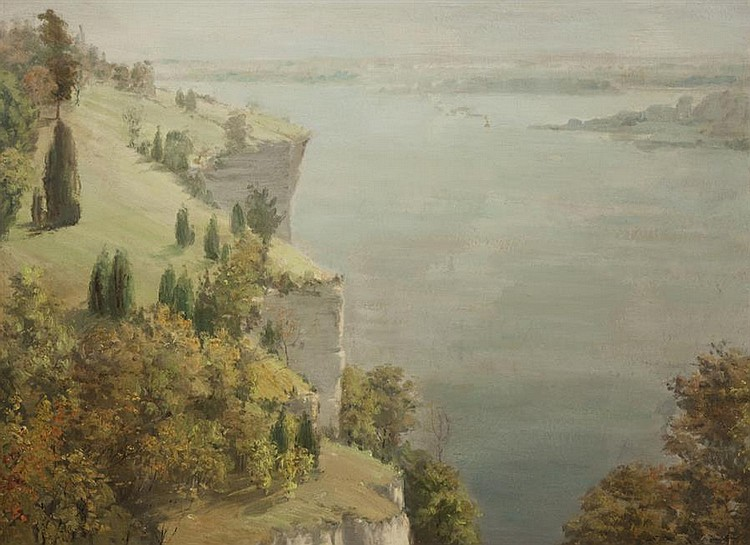
Bluffs along the Mississippi River, sans date
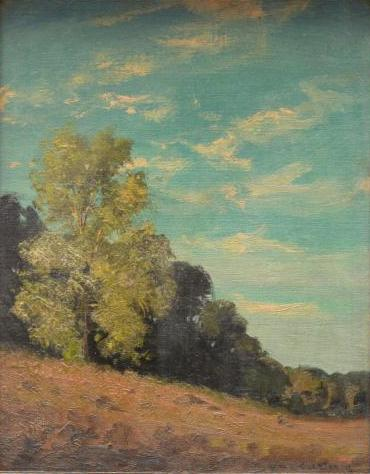
The Sunlit Cottenwood, sans date
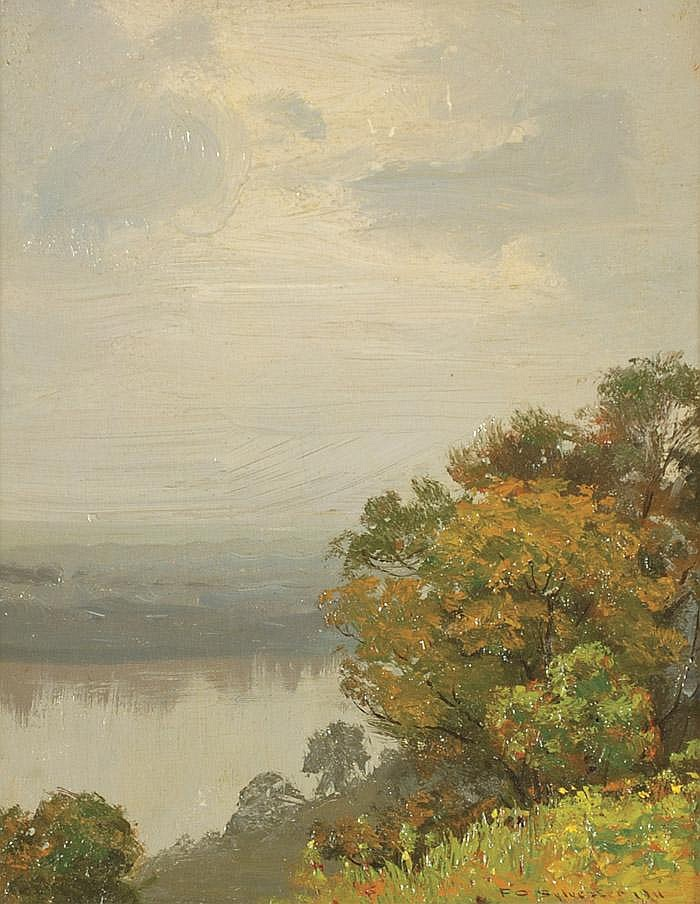
Tonalist River Landscape, sans date
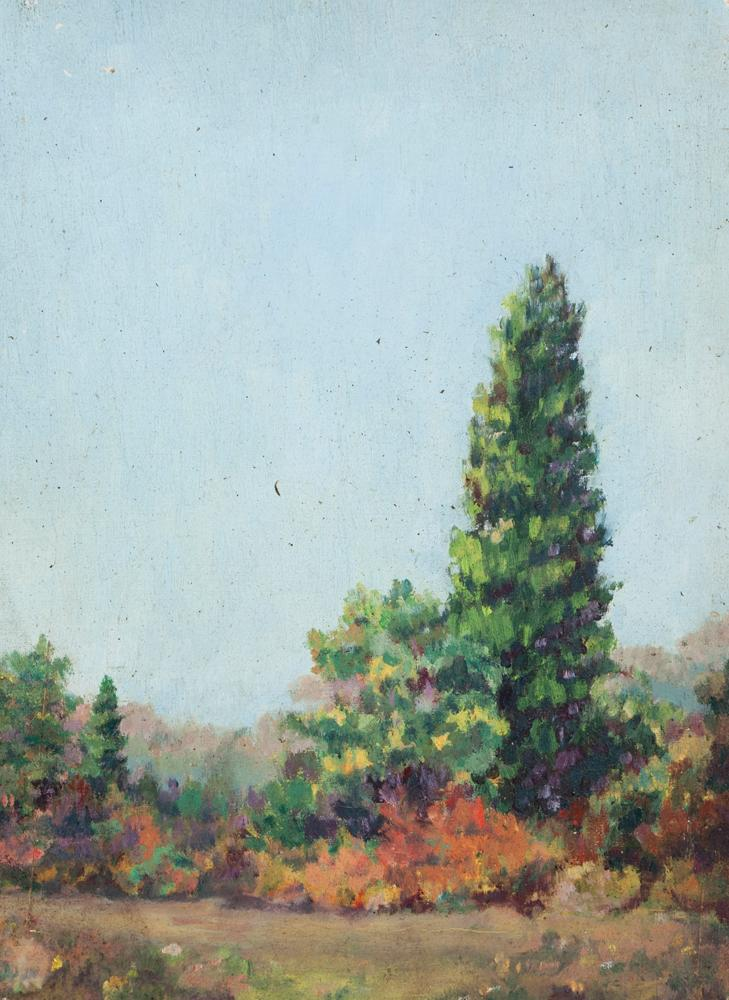
Summer Landscape, sans date
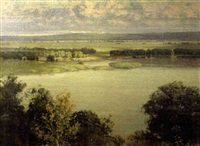
River Landscape from the Bluffs, sans date
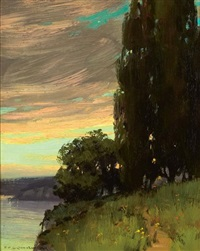
Twilight and Evening Star, sans date
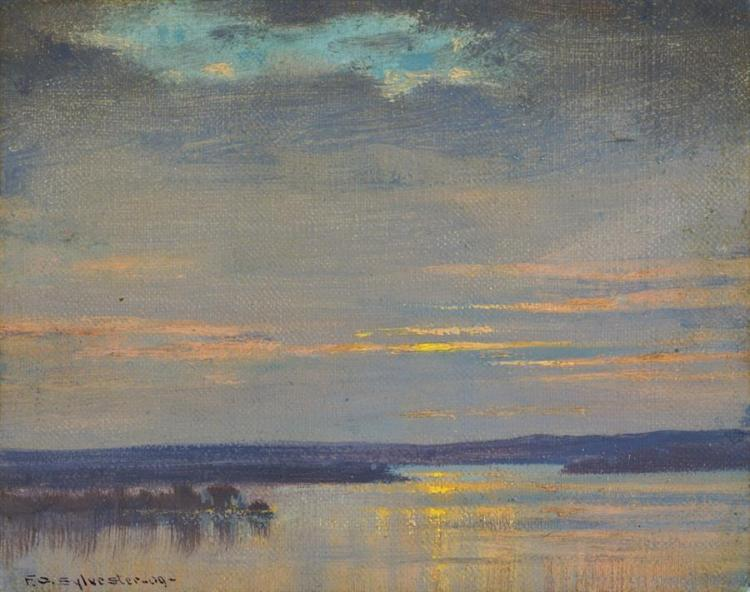
Sunset on the Mississippi, 1909
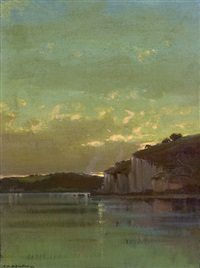
Pageantry of Sky and Stream, 1909
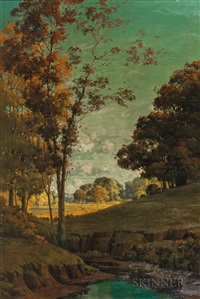
The Light that Makes the Heart Glad, 1910
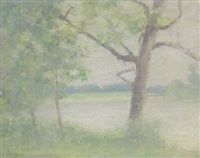
Summer Landscape, 1910
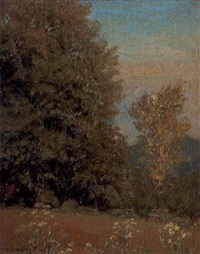
Summer Landscape, 1910
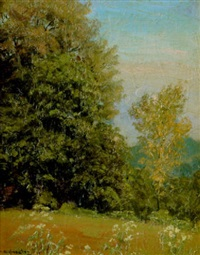
Summer Landscape, 1910
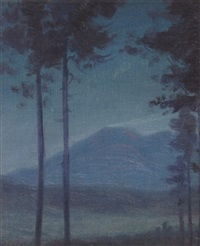
Nocturne, 1910
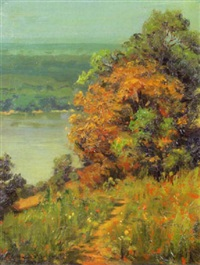
Verdant Bluff Landscape, 1911
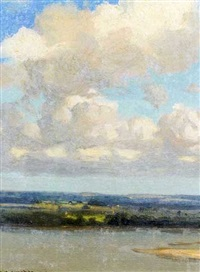
River Landscape, 1911
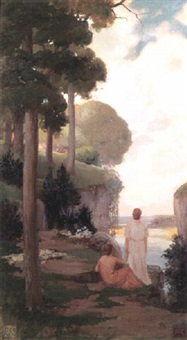
The Song of the Mississippi, 1911
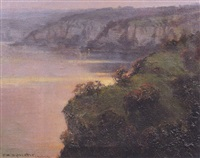
The Purple Grafton Heights, 1911–1912
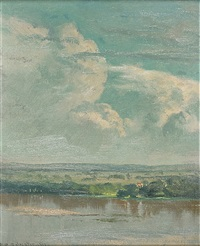
Sans titre, 1912
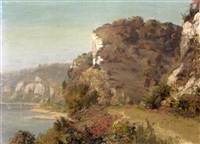
Piasa Bluffs on the Mississippi, 1912
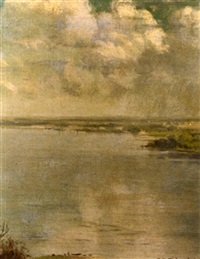
Dreaming, 1913
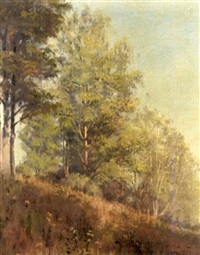
Trees A' Shimmer, 1913